# NGC 6170
NGC 6170 је елиптична галаксија у сазвежђу Змај која се налази на NGC листи објеката дубоког неба.
Деклинација објекта је + 59° 33' 47" а ректасцензија 16h 27m 36,4s. Привидна величина (магнитуда) објекта NGC 6170 износи 13,8 а фотографска магнитуда 14,8. NGC 6170 је још познат и под ознакама NGC 6176, MCG 10-23-76, CGCG 298-38, NPM1G +59.0187, PGC 58188.